# Большие Тоболы
Больши́е Тобо́лы (бел. Вялі́кія Табо́лы) — озеро в Городокском районе Витебской области Белоруссии. Относится к бассейну реки Свина́.

## Описание
Озеро Большие Тоболы расположено в 40 км к северо-западу от города Городок и в 3,5 км к северо-западу от деревни Моисеево, неподалёку от российско-белорусской границы.
Площадь поверхности озера составляет 0,08 км². Длина — 0,55 км, наибольшая ширина — 0,2 м. Длина береговой линии — 1,35 км.
Склоны котловины низкие. С юга к водоёму примыкает болото, с севера — заболоченный лес. Берега низкие, заболоченные.
Впадает ручей, вытекающий из озера Осотно. Вытекает ручей, впадающий в озеро Малые Тоболы.